# Taninges
Taninges este o comună în departamentul Haute-Savoie din sud-estul Franței. În 2009 avea o populație de 3.414 de locuitori.

## Evoluția populației
| An        | 1975  | 1982  | 1990  | 1999  | 2006  | 2009  |
| --------- | ----- | ----- | ----- | ----- | ----- | ----- |
| Populație | 2.354 | 2.682 | 2.791 | 3.140 | 3.394 | 3.414 |